# Joachim Wilhelm Geycke
Joachim Wilhelm Geycke (né en 1768 à Hambourg, mort en 1840 dans la même ville) est un facteur d'orgue et fabricant d'instruments de musique allemand. Fils du maître facteur Johann Paul Geycke, il continue l'atelier familial et obtient les droits civiques de la ville de Hambourg le 27 octobre 1797.

## Réalisations
| Année | Lieu                         | Bâtiment                                                                 | Photo | Clavier | Registre | Remarques |
| ----- | ---------------------------- | ------------------------------------------------------------------------ | ----- | ------- | -------- | --- |
| 1783  | Ochsenwerder                 | Saint-Pancrace                                                           |       |         |          | Réparation |
| 1803  | Neuengamme                   | Saint-Jean                                                               |       |         |          | Réparation |
| 1804  | Altengamme                   | Sankt Nicolai                                                            |       |         |          | Réparation de l'orgue de Johann Dietrich Busch (1751)                                                                  |
| 1812  | Curslack                     | Sankt Johannis                                                           |       |         |          | Modification |
| 1818  | Puerto de la Cruz (Tenerife) | Iglesia de Nuestra Señora de la Peña de Francia (Puerto de la Cruz) (es) |       |         |          | Création en collaboration avec Johann Heinrich Wohlien                                                                 |
| 1819  | Ritzebüttel                  | Église du village                                                        |       |         |          | Installation de l'orgue acheté à l'hôpital du Saint-Esprit de Hambourg, en collaboration avec Johann Heinrich Wohlien. |
| 1819  | Hamburg-Altstadt             | Église Saint-Nicolas de Hambourg                                         |       |         |          | Achat d'un petit orgue dont on ignore ce qu'il est devenu.                                                             |

## Sources
- Gustav Fock (de) : Hamburgs Anteil am Orgelbau im niederdeutschen Kulturgebiet. In: Zeitschrift des Vereins für Hamburgische Geschichte. n° 38, 1939, S. 289-373 ((de) online; Geycke page 369)
- Günther Grundmann (Hg.) : Die Bau- und Kunstdenkmale der Freien und Hansestadt Hamburg. Wegner, Hamburg 1953, S. 233 (Auszug)